# I don't wanna leave
«I don't wanna leave» (No quiero irme) es una canción por la cantante polaca Lidia Kopania y representará a Polonia en la Festival de la Canción de Eurovisión 2009 en Moscú, Rusia.
La canción fue presentada en la segunda semifinal el 14 de mayo de 2009.